# 宾夕法尼亚州
宾夕法尼亚州（英語：Commonwealth of Pennsylvania）是美國的州份之一，俗称“拱心石州”，或稱宾夕凡尼亚州，中文簡稱賓州。這個州的名稱起源于英国移民威廉·賓，英國國王查理二世為償還欠其父親的薪资而授予大片林地，拉丁文中的意思是“賓的林地”。
宾夕法尼亚州共管轄67個郡。州内最大的两个城市也是美国的大城市，是费城和匹兹堡，费城是美国独立战争时起草独立宣言和联邦宪法的地方，所以宾夕法尼亚州也被称为“美国的摇篮”，匹兹堡曾经是著名的钢铁城。
宾州有个别称是“拱心石州（Keystone State），据称有两种来源：一是宾夕法尼亚州在美国独立战争时期正好位于十三州正中的位置，以北以东有六个州（新泽西、纽约、康涅狄格、罗德岛、马萨诸塞、新罕布什尔），南边也有六个州（马里兰、特拉华、弗吉尼亚、北卡罗来纳、南卡罗来纳、佐治亚），位置类似于拱桥石拱正中心的位置的石块。二是宾夕法尼亚州是独立战争中最积极反对英国殖民统治的州份，也是独立宣言、美国宪法、大陆会议等重要文件和会议的见证地和积极支持者，被誉为美国建国不可或缺的力量，就像拱心石对石拱桥的石拱的支撑作用一样十分重要。该州的州级公路标志就是拱心石的图案。

## 历史

### 原住民歷史
早在歐洲人到達美洲大陸的幾千年前，今天屬於賓夕法尼亞州的地區就已經有原住民居住。梅多克羅夫特岩棚遺址保留了整個賓夕法尼亞州，乃至整個北美洲最早的人類活動痕跡。到公元前1000年左右，當地的原住民已經發展出了農業。
在歐洲人開始殖民美洲時，賓夕法尼亞地區居住著最少兩個原住民群體，包括使用阿爾岡昆語言的萊納佩人、以及使用易洛魁語言的薩斯奎漢諾克人。

### 英属宾夕法尼亚
1643年瑞典移民首先在南部（现在费城附近）定居，称为“新瑞典”。1655年荷兰人击败瑞典人控制了这片土地。1664年英国约克公爵击败荷兰人，成为英国殖民地。
英国国王查理二世非但不付海军上将老威廉·賓薪水，還向老威廉·賓借錢，共計有一万六千英镑的债务，老威廉的愛子威廉·賓於是向英王请求，以「新瑞典」这块土地抵債。1681年4月4日，查理二世颁发了特许状，將此地授予威廉·賓，以此抵偿债务，賜名為“賓夕法尼亞”（拉丁文，賓的林地之意。威廉据此领導了此一殖民地。）
威廉·賓由于信仰贵格派，而不信仰英国国教，曾被牛津大学开除。当时的欧洲和英国的其他殖民地都没有宗教信仰自由。威廉希望按照贵格会的理想，建立一个宗教信仰和政治自由的地方。他任总督时没有为自己保留多大的权力，宣称“将允许民众制定自己的法律”。因此賓夕法尼亞是北美第一个允许宗教信仰自由的英国殖民地。许多在欧洲遭受迫害的贵格会教徒移民到此。賓夕法尼亞州因此成为一个非常自由的北美殖民地。一切权力属于议会。贵格会声称所有基督徒都要一如兄弟般友爱，反对战争，反对尊称，反对起誓。（因此《美国宪法》在所有要求起誓的地方保留一条“发誓或确认”；如在法院做证时，贵格教徒不会说“我起誓所有证言真实”，而是会说“我确认”。）
此后，賓夕法尼亞州的所有权一度受到争议。当时，贵格会教徒菲利普·福特（Philip Ford），身为威廉的秘书，从威廉处骗取财物，并挪用宾夕法尼亚州租金。他诱使威廉在不知情的情况下签署了多份文件。其中一份文件声称威廉将賓夕法尼亞州所有权转让给菲利普·福特。在菲利普·福特死后，其遗孀布丽吉特·福特（Bridget Ford）依据这些文件声称自己拥有宾夕法尼亚州，并试图将之出售。最后法院裁决布丽吉特·福特不具有宾夕法尼亚州的所有权，结束了所有权争议。
这个殖民地没有给威廉带来任何利益，反而使他负债累累。威廉曾数次试图让英王回购宾夕法尼亚州。然而威廉要求英王保证宾夕法尼亚州的民主自由，回购提议最终都未能成功。1701年，威廉返回英国并因债务被判入狱，然而他受到大众的广泛同情，故最终只收到居家监禁的惩罚。威廉最后在多名贵格会教徒的帮助下获释。此后，威廉还曾因为厌倦政治和对政府工作感到烦躁而试图出售宾夕法尼亚州，但被其后来的秘书詹姆斯·洛根（James Logan）劝止。威廉后于1718年去世。
賓夕法尼亞中的三个郡独立组成新的特拉华州。賓夕法尼亞和特拉华也成为美国独立的先锋。特拉华第一个，賓夕法尼亞第二个承认联邦宪法，加入合众国。这两个殖民地也是历史上宗教信仰最自由的北美殖民地。但犹太人或其他宗教的信徒以及非宗教信徒仍然受到基督教会的歧视。直到美国建立以后确立政教分离和宗教自由的政策，这种状况后期才得到改善。

### 美國獨立戰爭
1776年7月，大陸會議發表《美國獨立宣言》後，賓夕法尼亞省與另外十二州一同組成北美十三州。在独立战争爆发前，1763年法国在与英国的七年战争中战败，丢失阿巴拉契亚山以西到密西西比河之间的新法兰西殖民地，这些殖民地被英国国王收归国有或成立印第安人保护区，并沿着山脉划设垦殖界限，也就是原来十三个殖民地与新法兰西的边界，不允许东部十三个殖民地的民众西迁殖民这些地区。但在此之前已经有很多宾夕法尼亚省的殖民者进入宾州西部的匹兹堡一带，并建立了社区和贸易网络。英国政府强行驱逐这些民众也是导致宾夕法尼亚决心脱离英国殖民统治的重要原因之一。
独立战争结束后，宾夕法尼亚州在18世纪的最后十年间解决了与周边州份的领土争端，例如与纽约州达成协议，获得今天伊利湖沿岸的地区并使纽约州放弃对宾州北部的主张，同时宾州也放弃了对纽约州西北部的领土主张；与康涅狄格州达成协议，使得康州放弃对宾夕法尼亚北部的领土主张等。

### 19世纪後
19世纪后，随着美国向西拓展疆土，宾夕法尼亚从边界州变成内陆地区，很多移民从这里向西部的俄亥俄州以及印第安纳州迁移。
1825年英国的史蒂芬森发明火车，随后不久美国的铁路系统就开始迅速发展。由于早期火车需要大量煤炭驱动以及大量木材铺设铁路和冶炼钢铁，森林和煤铁资源丰富且靠近人口中心的宾夕法尼亚很快就成为美国工业的心脏地带。铁路极大的改变了宾夕法尼亚的经济结构，宾州中部的木材、钢铁以及优质煤炭被运送到费城，加工成工业品或驱动经济发展。由于宾州以西的广袤地区也是资源消费的重心，比如从俄亥俄到伊利诺伊之间越来越密的铁路网，使得西部的匹兹堡成为一个钢铁加工中心，在后来的卡内基的带领下变成美国钢铁工业中心。
美国内战爆发前，宾夕法尼亚州因为其工业发展的需要，极力反对奴隶制。因为工业的发展需要大量劳动力，也需要大量消费群体，而南方的奴隶制禁锢和剥削了大量人口，不符合其所倡导的平等自由之理念，更不符合其经济利益。因此在内战爆发后，宾州立刻站在北方的阵营。战争期间有多个重要战役发生在宾州，比如葛底斯堡战役。林肯也在这里发表了著名的葛底斯堡演讲。
内战结束后，美国的工业进入又一轮高速发展期，史称镀金时代。在这期间，宾州成为美国铁路、钢铁、水泥、化工、石油工业的核心地带，其人口一度成为美国第二，费城也成为仅次于纽约的美国第二大城市。在此期间，宾夕法尼亚也接纳了大量外国移民，其中以德国人最多，其次是爱尔兰人和意大利人。

### 20世纪
20世纪前半叶，宾夕法尼亚继续保持着工业霸主的地位。汽车的兴起使得宾夕法尼亚的石油行业依旧爆炸式增长。20世纪的三个机遇期给了宾夕法尼亚难得的历史黄金时期，分别是一战、20世纪20年代的大繁荣、二战。一战和二战对军工产品的需求导致宾州的经济增长远好于中西部和南方。
20世纪60–70年代后，随着布雷顿森林体系的终结和美国的金本位制度的消失，美国的传统工业开始受到全世界新兴国家的竞争威胁。由于越来越严苛的环保法律和越来越高的劳工支出，传统工业比如水泥和钢铁工业快速衰落，这导致宾州的工业岗位迅速流失，并连带着影响到了宾州的资源行业，比如石油和煤炭。大量产业工人和矿工失业，而新兴产业主要扎根在西海岸和纽约市，这使得宾州错过了产业转型的良机。
在这期间，费城和匹兹堡出现逆城市化进程，这几个主要城市的内城持续衰败，成为犯罪的热点地区。而乡下的中小城市则因为产业和工业的剧变而迅速衰败，很多鬼城应运而生。
如今的宾夕法尼亚州依靠医疗、教育和旅游重振其经济，取得了一系列的成就，还逆转了人口下滑的趋势，在2010年人口普查中超过伊利诺伊州成为全美人口第五大州。

## 地理

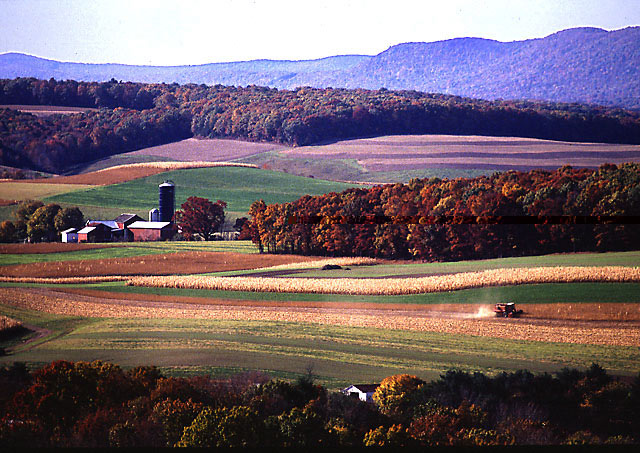
宾州农村风光

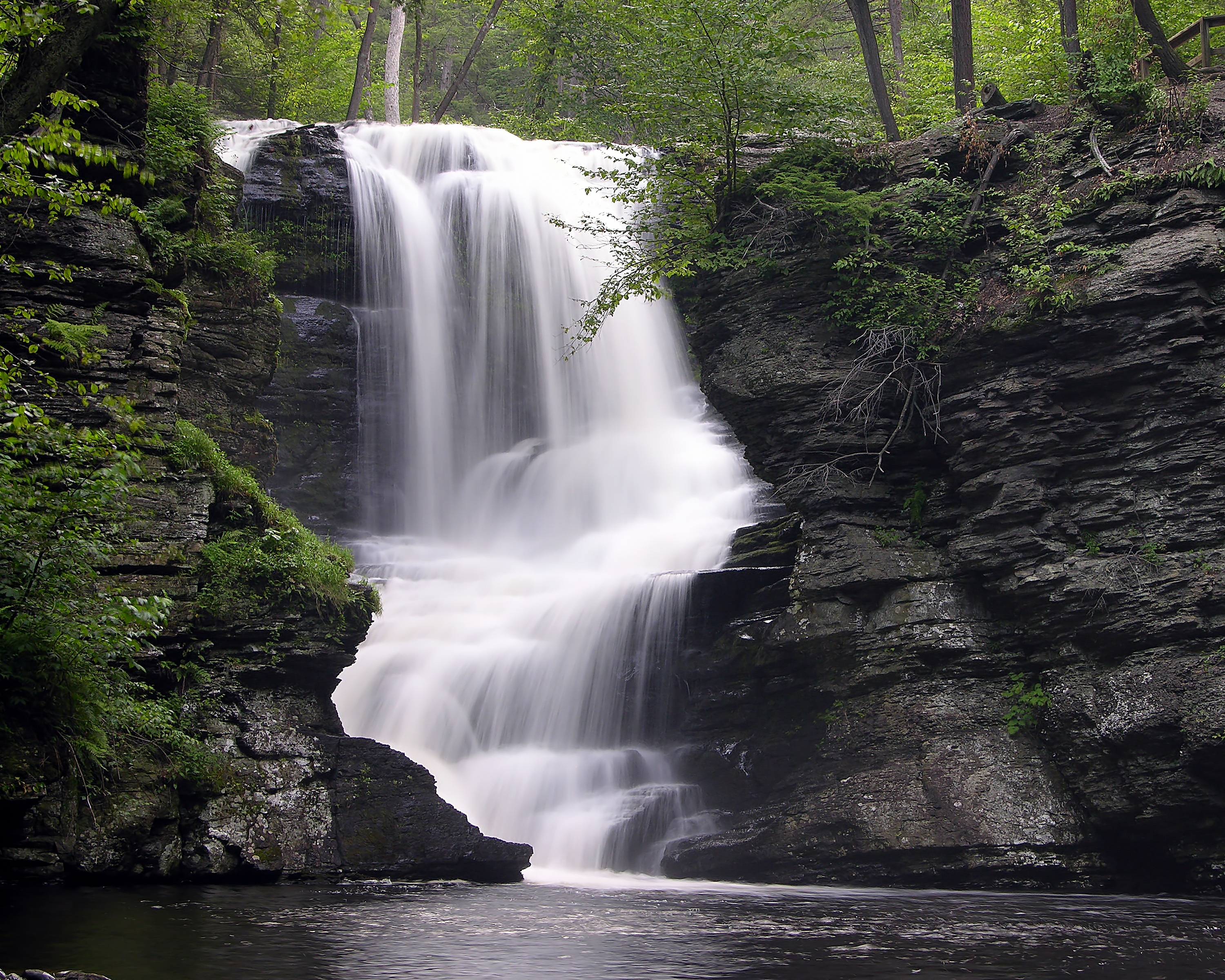
宾夕法尼亚州伯克诺山的伏鲁莫尔瀑布

宾州的暱稱為拱心石州，此暱稱是個非常貼切的形容，因为他位于连接美国南方和北方，沿海和中西部的中间交通要道。西北有伊利湖，西部是阿帕拉契山脈，與俄亥俄州為鄰，西南接西維吉尼亞州，东部又被新泽西州和海岸隔开，紐約州位於它的北到東北方，東南為德拉瓦州，南邊為馬里蘭州。
宾夕法尼亚州山地比例较高，阿巴拉契亚山脉由东北向西南穿过宾州。东南部有平原，属于大西洋沿岸平原北部。阿巴拉契亚山脉的西北和东南部分区别较大，东南部分主要是褶皱地形，少量带状山脉穿过平原；而西北部则属于阿巴拉契亚高原，地形崎岖不平。
主要河流由西向东分别是是阿勒根尼河、萨斯奎汉纳河以及特拉华河。其中特拉华河是其东部与纽约州和新泽西州的边界。
宾夕法尼亚州是内陆州，没有海岸线。但由于特拉华州北部与费城接壤的威尔明顿地区实际上就是特拉华河的入海口，因此费城实际上很容易就能与大西洋通航，宾夕法尼亚州的最低点也在此处，是海拔0米。
有趣的是，在最早的州界划分中，纽约州与宾州的边界一直向西，在伊利湖的边上与宾州西部州界相交，导致宾州也没有伊利湖的湖岸线。但由于宾州对纽约州西部有领土主张，在独立战争后由联邦政府协调，宾州获得了一小段湖岸线但放弃了对纽约州的其他领土主张，这里的地势也低于宾州的平均海拔。

## 经济
宾夕法尼亚州2010年GDP为5,756亿美元，在全美各州中名列第6位，人均GDP45,323美元，居第25位。该州最主要的经济产业为银行业、农业和赌博业（2004年该州立法通过赌博业为合法产业，目前该州内已有9家赌场，另有3家正在建设中）。2011年7月，该州失业率为7.4%。

## 人口统计
| 调查年                            | 人口       | 备注 | %±    |
| --------------------------------- | ---------- | ---- | ----- |
| 1790                              | 434,373    |      | —     |
| 1800                              | 602,365    |      | 38.7% |
| 1810                              | 810,091    |      | 34.5% |
| 1820                              | 1,049,458  |      | 29.5% |
| 1830                              | 1,348,233  |      | 28.5% |
| 1840                              | 1,724,033  |      | 27.9% |
| 1850                              | 2,311,786  |      | 34.1% |
| 1860                              | 2,906,215  |      | 25.7% |
| 1870                              | 3,521,951  |      | 21.2% |
| 1880                              | 4,282,891  |      | 21.6% |
| 1890                              | 5,258,113  |      | 22.8% |
| 1900                              | 6,302,115  |      | 19.9% |
| 1910                              | 7,665,111  |      | 21.6% |
| 1920                              | 8,720,017  |      | 13.8% |
| 1930                              | 9,631,350  |      | 10.5% |
| 1940                              | 9,900,180  |      | 2.8%  |
| 1950                              | 10,498,012 |      | 6.0%  |
| 1960                              | 11,319,366 |      | 7.8%  |
| 1970                              | 11,793,909 |      | 4.2%  |
| 1980                              | 11,863,895 |      | 0.6%  |
| 1990                              | 11,881,643 |      | 0.1%  |
| 2000                              | 12,281,054 |      | 3.4%  |
| 2010                              | 12,702,379 |      | 3.4%  |
| 2020                              | 13,011,844 |      | 2.4%  |
| 資料來源：1910–2010 2015 Estimate |            |      |       |

2010年种族分布：
- 81.9%－白种人
- 10.9%－黑人
- 5.9%－拉美裔人
- 2.8%－亚裔人
- 0.2%－原住民
- 2.4%－混血人种

宾州最大的五种族裔是：
- 28.5%－德国移民后裔
- 18.2%－爱尔兰移民后裔
- 12.8%－意大利移民后裔
- 9.6%－非洲移民后裔
- 8.5%－英国移民后裔

## 宗教
賓州主要的宗教信仰是：
- 基督新教（51%）
- 天主教（29%）
- 無宗教信仰（13%）
- 猶太教（2%）
- 東正教（1%）
- 其他宗教（1%）
- 未知（1%）

## 地理

### 伊利湖区域
伊利湖区域（Lake Erie Region）位於賓州的西方隅，氣候為大陸性氣候，地形平緩，土壤肥沃，主要的作物有葡萄和馬鈴薯。
- 伊利湖（Lake Erie）
  - 派斯克小岛州立公园（Presque Isle State Park）
  - 克勞福德郡（Crawford County）
  - 皮马土宁（Pymatuning）
  - 康诺湖（Conneault Lake）

### 阿列格尼国家森林区域
- 克列瑞恩郡（Clarion）

### 薩斯奎哈納谷区域
- 薩斯奎哈納河（Susquehanna River）
- 水闸港埠（Lock Haven）
- 席林斯蕞树镇（Selinsgrove）
- 路易斯堡（Lewisburg）
- 布鲁斯堡（Bloomsburg）
- 波欧斯堡（Boalsburg）
- 波欧华宇（Boal Mansion）
- 諾森伯蘭郡（Northumberland County）

### 波可诺山区域
- 拉卡娃娜煤坑（Lackawanna Coal Mine）
- 爱许地（Ashland）
- 先锋队道煤坑（Pioneer Tunnel Coal Mine）
- 卡本（Carbon）
- 韦恩（Wayne）
- 门罗郡（Monroe）
- 派克（Pike）
- 詹姆霍浦（Jim Thorpe）

### 费城及其近郊
- 查茨福特（Chadd's Ford）
- 福吉谷国家公园（Valley Forge National Park）
- 李海山谷（Lehigh Valley）
- 伯利恒（Bethlehem）
- 伊士顿（Easton）
- 则每年行（Das Awkscht）
- 巴克士郡（Bucks County）
- 新希望镇（New Hope）
- 白兰地酒山谷（Brandywine Valley）
- 芝麻坊（Sesame Place）
- 多丽公园（Dorney Park）
- 急湍王国（Wildwater Kingdom）

### 月桂高地区域（Laurel Highlands Region）
- 阿列格尼山（Allegheny Plateau）
- 瑞丝城湖（Lake Raystown）
- 水灾物官（Flood Museum）

### 匹兹堡区域
- 点子州立公园（Point State Park）
- 皮特碉堡（Fort Pitt）
- 海狸郡（Beaver County）
- 古老齐经村（Old Economy Village）
- 新堡（New Castle）

## 主要城市
美国南北战争中，最关键的一战是在宾州葛底斯堡发生的，牺牲的战士埋葬在格底斯堡国家公墓，这个公墓是亚伯拉罕·林肯总统发表他的著名的最短的葛底斯堡演说的地方。

### 都会区
| 排名 | 都会区名稱                          | 人口      |
| ---- | ----------------------------------- | --------- |
| 1    | 费城 MD                             | 6,228,601 |
| 2    | 匹兹堡 MSA                          | 2,353,538 |
| 3    | 蒙哥马利县-巴克斯县-切斯特县 MD     | 1,978,845 |
| 4    | 阿伦敦-伯利恒-伊斯顿 MSA (州内部分) | 737,134   |
| 5    | 哈里斯堡-卡莱尔 MSA                 | 574,659   |
| 6    | 斯克兰顿-威尔克斯-巴里 MSA          | 555,485   |
| 7    | 兰开斯特 MSA                        | 543,557   |
| 8    | 约克-汉诺威 MSA                     | 448,273   |
| 9    | 雷丁 MSA                            | 420,152   |
| 10   | 伊利 MSA                            | 272,061   |
| 11   | 东斯特劳斯堡 MSA                    | 169,507   |
| 12   | 州学院 MSA                          | 162,805   |
| 13   | 钱伯斯堡-韦恩斯伯勒 MSA             | 154,835   |
| 14   | 波茨维尔 μSA                        | 142,067   |
| 15   | 黎巴嫩 MSA                          | 141,314   |

### 镇区
宾夕法尼亚州的“镇区”（英語：township）是“行政镇区”（英語：civil township）。宾夕法尼亚州的部分地方都是“镇区”的一部分除了“非建制地区”（英語：unincorporated areas）或非镇区级自治体。“镇区”和“自治体”（英語：municipality）是一致没有重叠。宾夕法尼亚州的“镇区”和“镇”（英語：town）是不属于同一类别。
1. 上达比镇区（Upper Darby） - 82,716
2. 本萨勒姆镇区（Bensalem） - 60,622
3. 下梅里恩镇区（Lower Merion） - 59,578
4. 阿宾顿镇区（Abington） - 55,468
5. 布里斯托尔镇区（Bristol） - 53,625
6. 米尔克里克镇区（Millcreek） - 53,037
7. 下帕克森镇区（Lower Paxton） - 49,520
8. 哈弗福德镇区（Haverford） - 49,275
9. 米德尔敦镇区（Middletown） - 45,057
10. 彭希岗镇区（Penn Hills） - 40,974

## 著名景点

### 东部
- 独立厅
- 富兰克林研究所
- 费城铸币局
- 费城艺术博物馆
- 费城动物园，美国第一家动物园
- 长木花园
- 宾夕法尼亚大学校园
- 雷丁宝塔

### 中部
- 好时乐园
- 宾夕法尼亚州政府大楼（英语：Pennsylvania State Capitol Complex）
- 宾夕法尼亚州立博物馆（英语：State Museum of Pennsylvania）
- 葛底斯堡战役
- 阿米什人

### 西部
- 流水别墅
- 俄亥俄派尔州立公园
- 旁苏托尼，电影土拨鼠日的场景
- 派斯克小岛州立公园
- 华盛顿山观景台（英语：Mount Washington (Pittsburgh)） 杜肯缆车（英语：Duquesne Incline）
- 卡内基自然历史博物馆
- 卡内基艺术博物馆

## 教育
詳見賓夕法尼亞州學院和大學列表

## 交通

### 重要機場
- 費城國際機場（PHL）－全美航空轉運中心
- 匹茲堡國際機場（PIT）－全美航空重點城市
- 李海谷地國際機場（ABE）

### 重要高速公路
- 76號州際公路（東段）（賓州收費公路）－於1938年開通，連結費城和匹茲堡，美國最早有收費制度的高速公路之一。
- 78號州際公路
- 80號州際公路
- 81號州際公路
- 83號州際公路

### 鐵路
- 賓夕法尼亞鐵路公司（Pennsylvania Railroad）

## 重要職業運動

### 美式足球
- NFL
  - 費城老鷹（Philadelphia Eagles）
  - 匹茲堡鋼人（Pittsburgh Steelers）
- NCAA
  - Penn State（Nittany Lions）

### 棒球
- 大聯盟
  - 費城費城人（Philadelphia Phillies）
  - 匹茲堡海盜（Pittsburgh Pirates）
- 小聯盟
  - 史克蘭頓／威爾克斯─巴里洋基（Scranton/Wilkes-Barre Red Barons，3A級國際聯盟，母隊：紐約洋基）
  - 伊利海狼（Erie SeaWolves，2A級東方聯盟，母隊：底特律老虎）
  - 艾頓那曲球（Altoona Curve，2A級東方聯盟，母隊：匹茲堡海盜）
  - 哈里斯堡參議員（Harrisburg Senators，2A級東方聯盟，母隊：華盛頓國民）
  - 利丁費城人（Reading Phillies，2A級東方聯盟，母隊：費城費城人）
  - 威廉波特橫鋸（Williamsport Crosscutters，短期1A級紐約賓夕法尼亞聯盟，母隊：費城費城人）

### 籃球
- NBA
  - 费城76人（Philadelphia 76ers）
- NCAA
  - Pennsylvania State University (Nittany Lion)
  - Saint Joseph's College
  - Temple University
  - University of Pittsburgh（Panthers）
  - Villanova University

### 冰球
- NHL
  - 費城飞人（Philadelphia Flyers）
  - 匹茲堡企鵝（Pittsburgh Penguins）

NCAA
- - Pennsylvania State University (Nittany Lions)

### 英式足球
费城联合（Philadelphia Union）

## 州的象徵
- 州兽：白尾鹿
- 州饮料：牛奶
- 州鸟：披肩鸡
- 州首府：哈里斯堡
- 州犬：大丹狗
- 州鱼：溪鳟鱼
- 州花：山月桂
- 州虫：萤火虫
- 州歌：“宾夕法尼亚”
- 州树：铁杉